# Argentina nos Jogos Pan-Americanos de 1959
A Argentina competiu nos Jogos Pan-Americanos de 1959, em Chicago, nos Estados Unidos da América.